# Большая Вичка
Большая Вичка — река в России, протекает по Кондопожскому району Карелии.
Исток — озеро Большое Вичкалампи. Течёт на юг по болотистой местности вдали от населённых пунктов. Устье реки находится в 3,5 км по левому берегу реки Семча, в 10 км северо-западнее посёлка Гирвас. Длина реки составляет 25 км, площадь водосборного бассейна 131 км².
В 7 км от устья принимает левый приток — Малую Вичку.